# Sprint (série de jeux vidéo)
Pour les articles homonymes, voir Sprint.

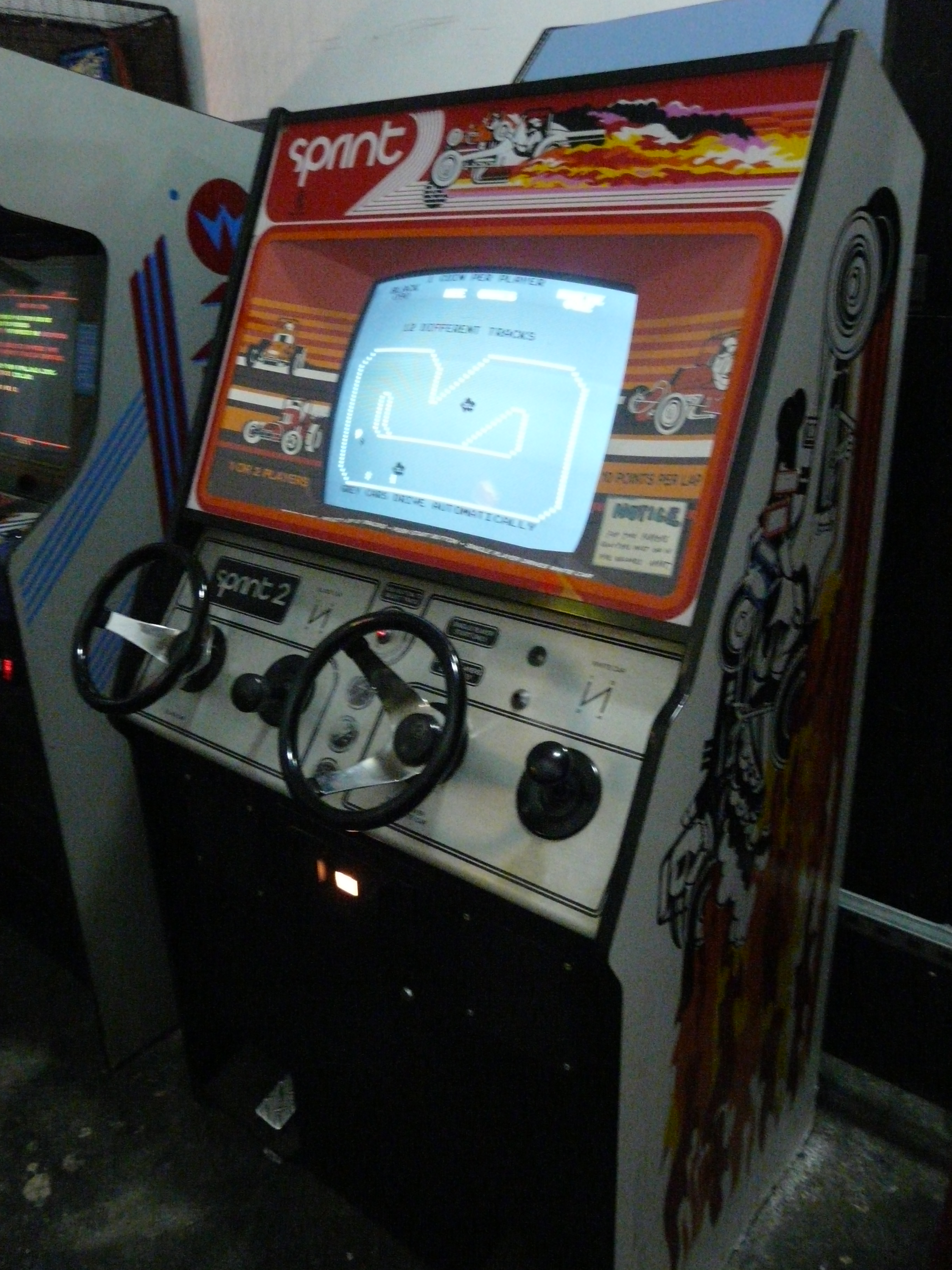
Double borne de Sprint 2.

Sprint est une série de jeux vidéo développée et commercialisée par la société américaine Atari Inc. à partir de 1976 sur borne d'arcade. Les jeux de la série mettent en scène des courses automobiles sur des circuits représentés en vue de dessus dans leur intégralité à l'écran. Jusqu'à huit joueurs peuvent prendre part simultanément à une partie.
L'origine de la série remonte à Gran Trak 10 (1974), l'un des premiers jeux de course automobile de l'histoire du jeu vidéo. Le premier épisode de la série, Sprint 2, est développé par Kee Games et manufacturé par Atari en novembre 1976. Kee Games était une filiale d'Atari, souvent chargée de réaliser des clones de ses titres. Le numéro apposé au titre ne fait pas référence à l'épisode mais au nombre de joueurs pouvant participer.

## Sprint 2, 4, 8 et 1
Sprint 2 (1976) est jouable à deux mais le principe de jeu n'en demeure pas moins un contre-la-montre dans lequel le joueur court après les bonifications. Une douzaine de tracés sont disponibles ; certains présentent des plaques d'huiles. Le contrôle du véhicule se fait avec un volant, un levier de vitesse à 4 positions et une pédale d'accélération. Le jeu tourne sur le système « 6502 Black & White Raster » et les visuels sont entièrement en noir et blanc. Sprint 4 (1977) fonctionne sur le système « 6502 Colour Raster ». Les véhicules sont en couleurs et le son est amplifié et en stéréo. Sprint 8 (1977) fonctionne sur un système « 6800 Based ». Sprint 1 (1978) est la version solo de Sprint 2.

## Super Sprint
Super Sprint (1986) est jouable jusqu'à trois sur la même borne. Le jeu fonctionne sur le système Atari System 2 et fait un bond technologique par rapport aux précédents épisodes. Pour avoir été porté sur de nombreux systèmes familiaux 8-bit, cet épisode demeure le titre le plus populaire de la série. Le concept évolue avec la possibilité de ramasser des objets sur la piste et d'améliorer le véhicule.

## Championship Sprint
Championship Sprint (1986) est une version remaniée de Super Sprint. Le jeu présente de nouveaux circuits et il est seulement jouable à deux joueurs en simultané. Il tourne également sur l'Atari System 2.

## Badlands
Badlands (1989) délaisse le style réaliste traditionnel de la série pour une ambiance futuriste à la Mad Max. Le joueur peut désormais envoyer des missiles sur les concurrents et utiliser des boucliers temporaires. La borne est basée sur un processeur Motorola 68000.